# Автомобиль Фрезе и Яковлева
Автомобиль Фрезе и Яковлева — первый российский серийный автомобиль, представленный публике в 1896 году на Нижегородской выставке.
Двигатель и трансмиссия были изготовлены заводом Яковлева, а корпус, ходовая часть и колёса фабрикой Фрезе. «Журнал новейших открытий и изобретений» в 1896 году отметил ряд существенных улучшений в конструкции ходовой части, трансмиссии и кузова автомобиля по сравнению с машинами других фирм. Чертежей не сохранилось, и параметры автомобиля восстанавливали по имеющимся фотографиям и описаниям.
Сейчас уже невозможно установить, сколько автомобилей было изготовлено. Однако одно можно сказать точно: конструкция Яковлева — Фрезе была создана именно как серийный коммерческий автомобиль.
В 1898 году Е. А. Яковлев умер, а его компаньоны не проявили интереса к двигателям внутреннего сгорания и переориентировали завод. Фрезе пришлось покупать двигатели за границей. В 1910 году Фрезе продал свою фабрику Русско-Балтийскому заводу.

## Параметры автомобиля
- Запас бензина позволял двигаться 10 часов.
- Радиаторами служили две латунные ёмкости, расположенные сзади вдоль бортов.
- Использовался простейший карбюратор испарительного типа.
- Коробка передач аналогична бенцевской, однако кожаные ремни были заменены на более надёжные из многослойной прорезиненной ткани.
- Имелось две передачи: вперёд и режим холостого хода.
- Тормозов было два. Основной ножной действовал на ведущий вал коробки передач. Другой, ручной, прижимал резиновые бруски к шинам задних колёс.
- Колёса деревянные, задние больше передних, с цельными резиновыми шинами.
- Внешне вся конструкция очень напоминала пролётку.
- Двигатель четырёхтактный, мощностью 2 л.с.

## Интересные факты
- В 1996 г., к 100-летнему юбилею первого русского автомобиля, в Научно-техническом центре газеты «Авторевю» при поддержке главного редактора М. И. Подорожанского решили воссоздать три полномасштабные копии машины (репликар)[4].
- Одна отреставрированная копия машины располагается в экспозиции Политехнического музея г. Москвы[2].
- На странице «Музея Авторевю», посвящённой этому автомобилю[5], есть «живая» фотография, доказывающая факт вышеизложенного абзаца.
- В июне 2014 года мастером Дятленко В. П. была создана первая в России масштабная модель для коллекционеров, имеющая более сотни деталей.
- В августе 2023 года автомобиль Яковлева и Фрезе был отреставрирован на частные средства искусствоведа Елизаветиной Любови и вновь был представлен на Нижегородской ярмарке, как и 127 лет назад [6].